# La Charme
La Charme is een gemeente in het Franse departement Jura (regio Bourgogne-Franche-Comté) en telt 50 inwoners (2009). De plaats maakt deel uit van het arrondissement Lons-le-Saunier.

## Geografie
De oppervlakte van La Charme bedraagt 3,7 km², de bevolkingsdichtheid is dus 13,5 inwoners per km².

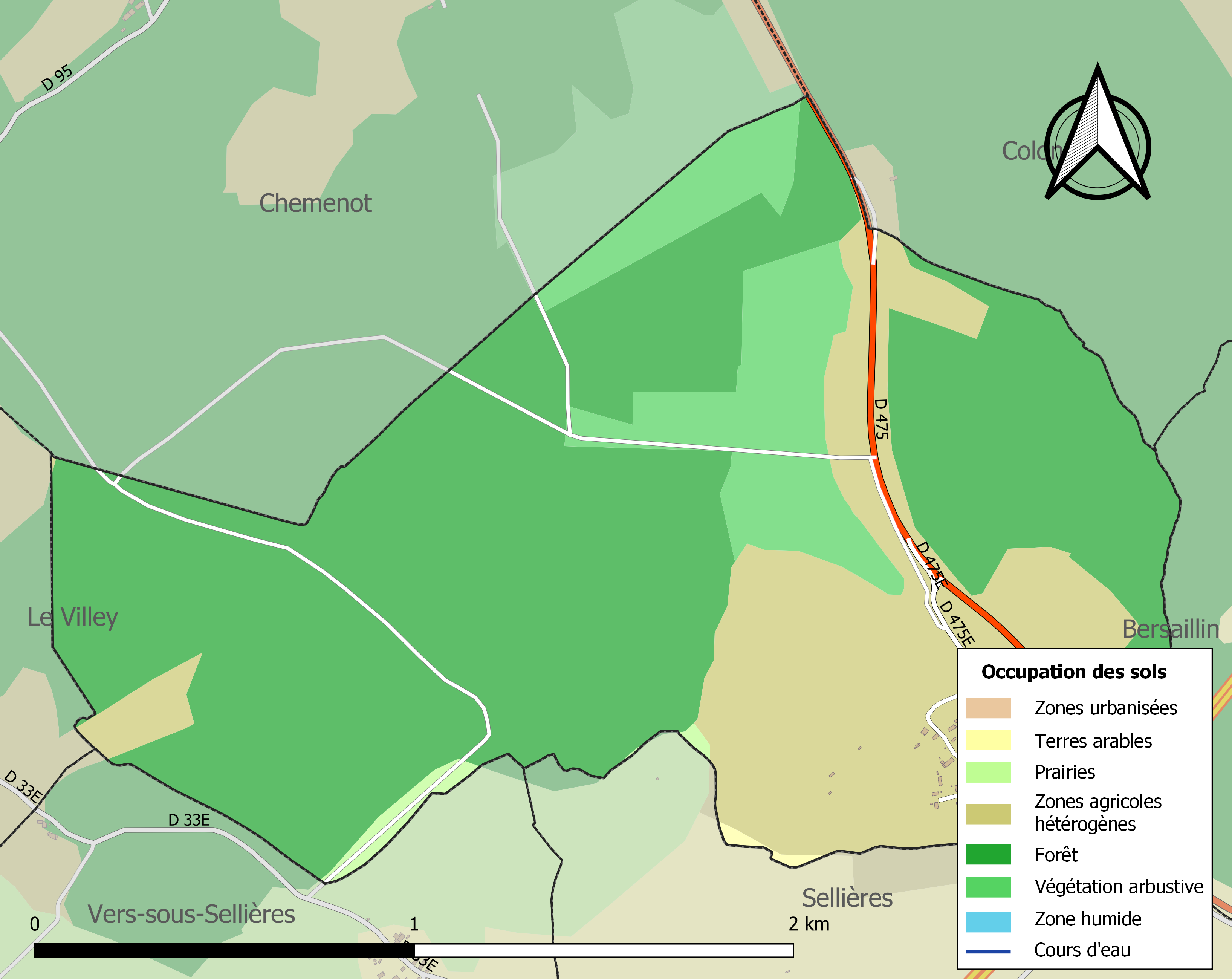
Kaart van de gemeente met de belangrijkste infrastructuur, bodemgebruik en omliggende gemeenten

## Demografie
Onderstaande figuur toont het verloop van het inwonertal (bron: INSEE-tellingen).